# 麥克尼爾 (阿肯色州)
麥克尼爾（英語：McNeil）是一個位於美國阿肯色州哥倫比亞縣的城市。

## 地理
麥克尼爾的座標為33°20′46″N 93°12′30″W / 33.34611°N 93.20833°W，而該地的平均海拔高度為101米（即331英尺）。

## 人口
根據2020年美國人口普查的數據，麥克尼爾的面積為3.28平方千米，當中陸地面積為3.28平方千米，而水域面積為0.00平方千米。當地共有人口381人，而人口密度為每平方千米116人。